# Association sportive de Tanda
Maillots
L'Association sportive de Tanda est un club de football ivoirien basé à Tanda, à l'est du pays. Il joue actuellement en Ligue 1 ivoirienne.

## Palmarès
- Championnat de Côte d'Ivoire : 
  - Champion : 2015 et 2016[1].

- Coupe de l'UFOA :
  - Vainqueur : 2017.